# Wilhelm Gotthelf Lohrmann
Wilhelm Gotthelf Lohrmann (født 31. januar 1796 i Dresden, død 20. februar 1840 sammesteds) var en tysk astronom.
Lohrmann var fra 1827 inspektør for den matematiske salon i Dresden. Han har især vundet sig et navn som selenograf ved sine Mondcharte in 25 Sectionen, udgivne af Johann Friedrich Julius Schmidt (1878).